# The Heron
The Heron, также известная как Milton Court — 36-этажная жилая башня в Лондоне, Великобритания. Здание было разработано компанией Heron International.
Строительство здания началось в 2010 году и было завершено в сентябре 2013 года. Башня расположена недалеко от жилого комплекса Barbican в районе лондонского Сити, недалеко от станций метро Barbican и Moorgate.
Башня спроектирована David Walker Architects. Первоначально планировалось, что здание будет 140 м (460 футов) высотой 44 этажа, но после критики высота была уменьшена до 112 м (367 футов) и 36 этажей. Проектирование конструкций по проекту было завершено компанией WSP Group.
Цена здания в размере 89 миллионов фунтов стерлингов была профинансирована Heron International и Корпорацией лондонского Сити, что внесло в общей сложности 75,5 миллиона фунтов стерлингов на развитие; оставшиеся 13,5 миллиона фунтов стерлингов были профинансированы Гилдхоллской школой музыки и театра.
Здание является частью более широкой реконструкции Милтон-Корт, которая включает новый учебный и исполнительский центр для Гилдхоллской школы. В центре башни находится восьмиэтажный высокий атриум. Здание включает учебный театр на 225 мест, концертный зал на 625 мест и 284 квартиры.